# Bertha von Suttner
Bertha Sophia Felicita von Suttner (n. 9 iunie 1843, Praga, Imperiul Austriac – d. 21 iunie 1914, Viena, Austro-Ungaria) a fost o scriitoare austriacă, cunoscută pacifistă și prima femeie laureată a Premiului Nobel pentru Pace (1905).
S-a născut în influenta familie nobiliară von Kinsky, ca fiică a general-feldmareșalului Kinsky, principe von Wchinitz und Tettau. După ce s-a căsătorit cu baronul german von Suttner a locuit timp de 10 ani la Tbilisi (pe atunci în Rusia). A devenit cunoscută după publicarea (la o editură din Dresda) romanului Jos armele ! ("Die Waffen Nieder !") în 1889. A mai scris romanele Un manuscris («Ein Manuskript», Leipzig, 1885), Daniela Dormes (München, 1886) ș.a. Concepțiile ei l-au influențat puternic pe Alfred Nobel a cărui prietenă apropiată a fost (ei i-ar aparține ideea instituirii Premiilor Nobel), precum și pe Herbert Spencer și Charles Darwin, cu care a întreținut, de asemenea, o relație de prietenie.

## Arderea cărților
În contextul arderii cărților din 1933 național-socialiștii au trecut scrierile Berthei von Suttner pe lista de cărți care trebuie arse.

## Varia
Monedele euro austriece în valoare de 2 euro au pe avers efigia Berthei von Suttner. De asemenea, emisiunea din 1970 a bancnotelor de 1.000 de șilingi austrieci a reprezentat-o pe Bertha von Suttner.

## Scrieri
- Liselotte von Reinken (ed.): Bertha von Suttner: Memoiren. Verlag C. Schünemann, Bremen 1965